# 462 Еріфіла
462 Еріфіла (462 Eriphyla) — астероїд головного поясу, відкритий 22 жовтня 1900 року Максом Вольфом у Гейдельберзі.